# ويلهلم جدعون
ويلهلم جدعون (بالألمانية: Wilhelm Gideon)‏ هو سياسي ألماني، ولد في 15 نوفمبر 1898 في أولدنبورغ في ألمانيا، وتوفي بنفس المكان في 23 فبراير 1977. حزبياً، نشط في الحزب النازي.